# نيكولاس سيغوين
نيكولاس سيغوين (بالفرنسية: Nicolas Seguin)‏ (3 مارس 1990 بليون في فرنسا - ) هو لاعب كرة قدم فرنسي في مركز الدفاع. شارك مع منتخب فرنسا تحت 17 سنة لكرة القدم ومنتخب فرنسا تحت 18 سنة لكرة القدم ومنتخب فرنسا تحت 19 سنة لكرة القدم. أما مع النوادي، فقد لعب مع أولمبيك ليون ونادي تور ونادي ديجون.

## وصلات خارجية
- نيكولاس سيغوين على موقع رابطة كرة القدم الفرنسية للمحترفين (الإنجليزية)
- نيكولاس سيغوين على موقع قاعدة بيانات كرة القدم.إي يو (الإنجليزية)
- نيكولاس سيغوين على موقع ليكيب (الفرنسية)
- نيكولاس سيغوين على موقع Soccerway.com (الإنجليزية)
- نيكولاس سيغوين على موقع عالم كرة القدم.نت (الإنجليزية)